# Amblyornis macgregoriae
L'uccello giardiniere di MacGregor o ambliornite di MacGregor (Amblyornis macgregoriae de Vis, 1890) è un uccello passeriforme della famiglia Ptilonorhynchidae.

## Etimologia
L'epiteto specifico, macgregoriae, rappresenta un omaggio al governatore coloniale William MacGregor: il nome comune di questi uccelli altro non è che la traduzione di quello scientifico.

## Descrizione

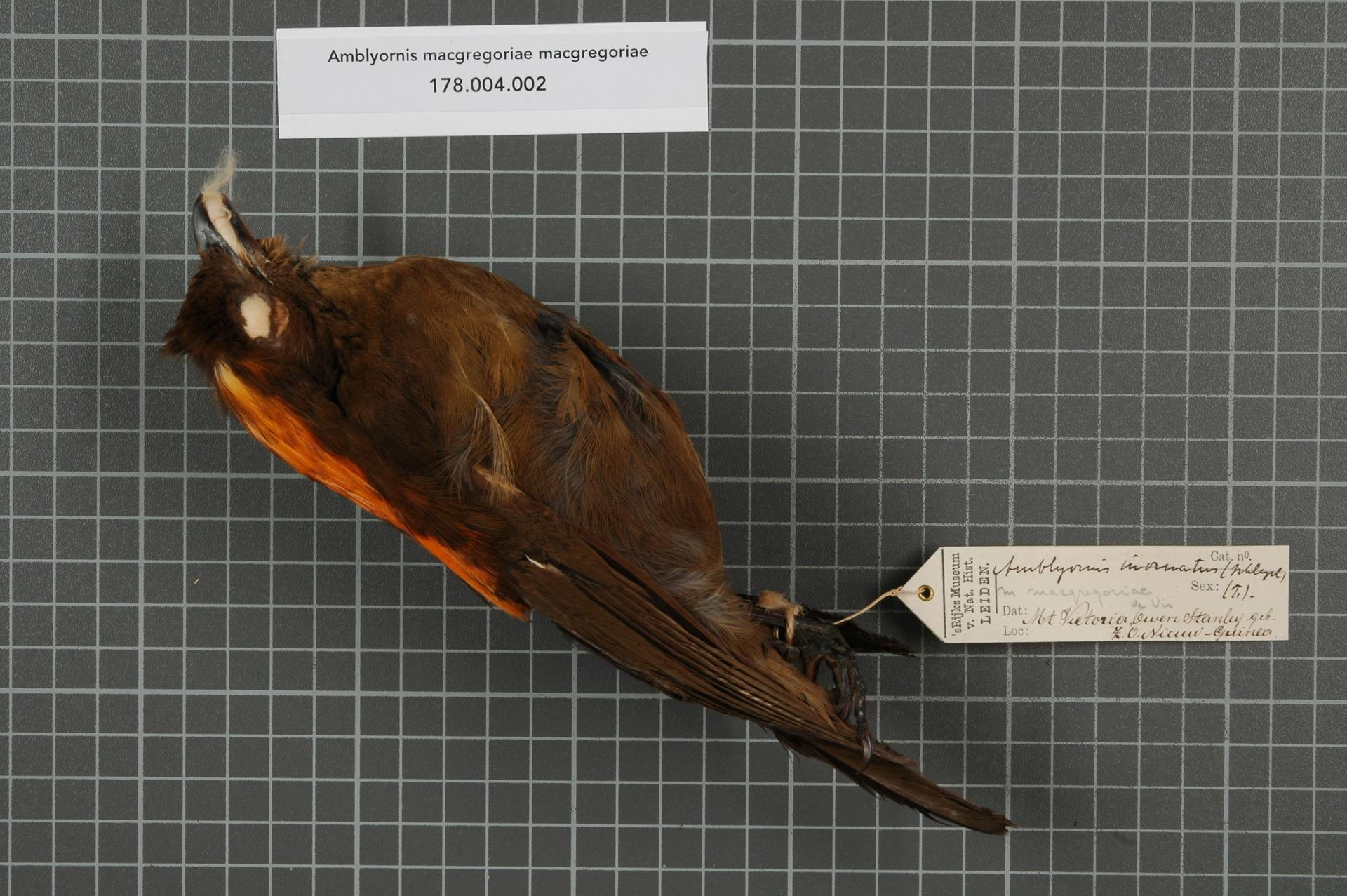
Veduta laterale di maschio impagliato.

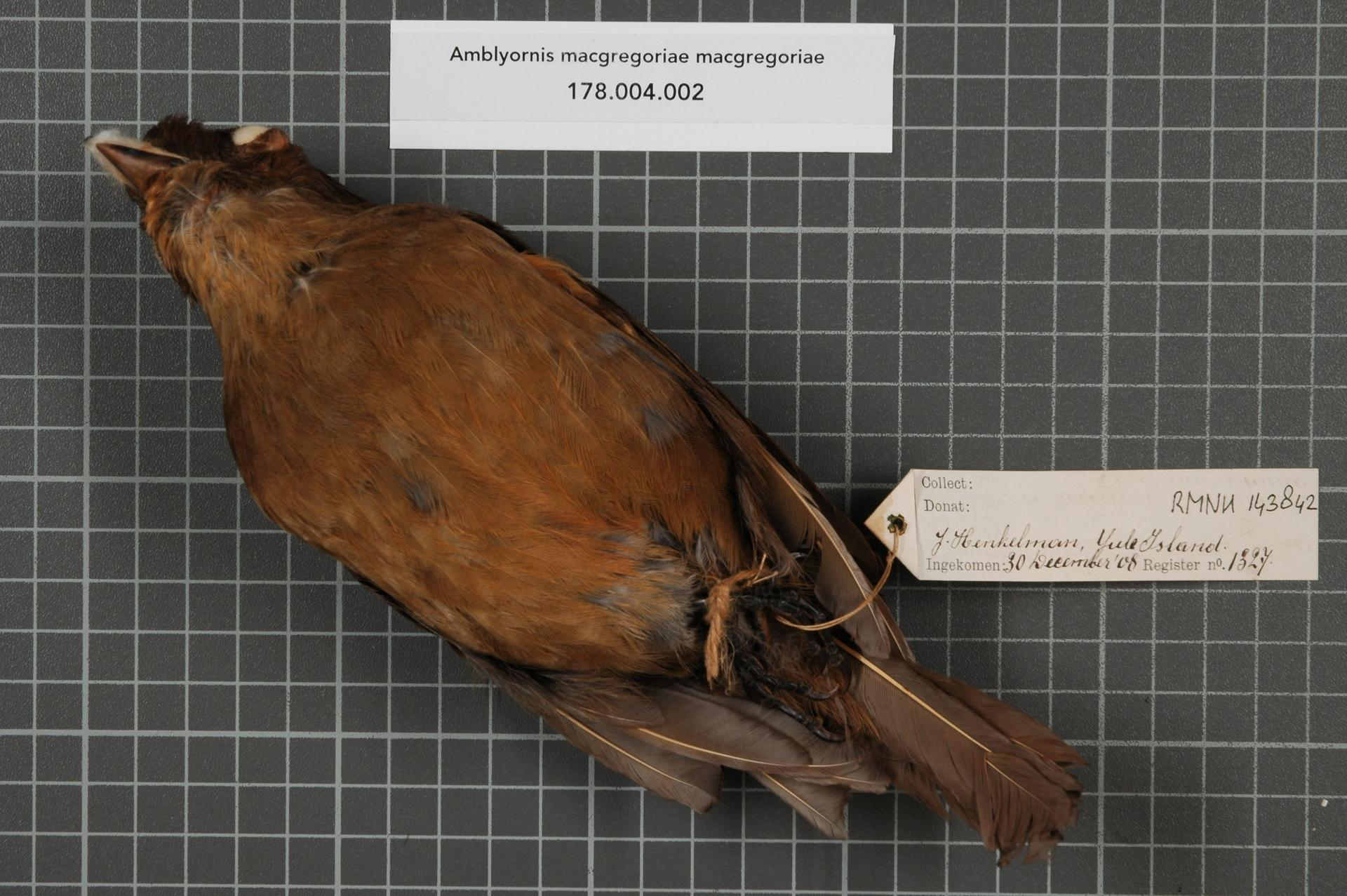
Veduta ventrale di maschio impagliato.

### Dimensioni
Misura 26 cm di lunghezza, per 104-155 g di peso: a parità d'età, i maschi sono leggermente più grossi e pesanti rispetto alle femmine.

### Aspetto
Si tratta di uccelli dall'aspetto paffuto e massiccio, muniti di testa arrotondata con becco corto, conico e sottile e dalla base larga, lunghe ali digitate, coda di media lunghezza e dall'estremità arrotondata.
Il piumaggio si presenta di colore bruno, leggermente più scuro su testa, dorso, ali, fianchi e coda e più chiaro sulla zona ventrale, dove assume sfumature giallastre o aranciate, schiarendosi ulteriormente nell'area del sottocoda.

Il dimorfismo sessuale è ben evidente: nei maschi è infatti presente una cresta nucale erettile di penne molto più lunghe delle altre (arrivano infatti fino alla base del codione) e di colore giallo-arancio acceso nella parte centrale della cresta e bruno ai lati, che l'animale tende a tenere nascosta all'infuori della stagione riproduttiva e che risulta del tutto assente nelle femmine.
Il becco e le zampe sono di colore nerastro: gli occhi sono invece di colore bruno-rossiccio.

## Biologia
Si tratta di uccelli diurni, i quali all'infuori del periodo degli amori presentano abitudini di vita moderatamente gregarie, vivendo in stormi misti che frequentano la canopia composti perlopiù da femmine e giovani: durante il periodo degli amori, i maschi divengono solitari e territoriali.
I richiami dell'uccello giardiniere di MacGregor sono molto vari, e vanno da fischi e cinguettii melodiosi a versi ronzanti o gracchianti. Questi animali sono ben noti agli indigeni papuani per la loro abilità di mimi: specialmente i maschi in amore (mentre all'infuori della stagione riproduttiva questi uccelli giardiniere sono piuttosto silenti), infatti, imitano regolarmente i suoni dell'ambiente circostante, sia i richiami di altri uccelli che i versi animali, il suono dell'acqua che scorre o anche la voce umana.

### Alimentazione
Si tratta di uccelli dalla dieta virtualmente onnivora, nella quale predominano frutta e bacche, ma che comprende anche fiori e semi, nonché piccoli animali (soprattutto artropodi, in particolar modo cicale).

### Riproduzione
La stagione riproduttiva si estende da settembre a febbraio (sebbene il ritrovamento sul monte Hagen di un nido con uovo ben maturo all'inizio di luglio metterebbe in discussione tale dato): si tratta di uccelli poligini, nei quali il maschio cerca di accoppiarsi col maggior numero possibile di femmine, disinteressandosi poi ad ogni altra fase dell'evento riproduttivo, che è completamente a carico degli esemplari di sesso femminile.
In prossimità dell'evento riproduttivo, i maschi di uccello giardiniere di MacGregor divengono territoriali, delimitando delle aree del suolo della foresta che provvedono a ripulire accuratamente: qui ciascun maschio costruisce attorno alla base di un alberello una grossa struttura di rametti giustapposti a forma di capanna, del diametro di circa un metro. Tale struttura presenta il pavimento interno foderato di licheni, e l'area antistante l'apertura decorata dal maschio (che per reperire il materiale percorre anche distanze considerevoli, non esitando a rubarne dai nidi degli altri maschi) con oggetti di proprio gusto, generalmente caratterizzati dall'essere lucidi o dal colore brillante, come bacche, fiori, insetti morti e ossicini.

Dopo aver costruito il proprio pergolato, il maschio staziona sulla cima dell'alberello sovrastante vocalizzando quasi ininterrottamente, al fine di tenere lontani maschi rivali e di attrarre le femmine: all'arrivo di una di queste, lo spasimante si palesa, seguendola mentre visita la struttura e nel mentre cantando a tutto spiano ed effettuando movimenti a scatti con la cresta nucale completamente eretta, a mostrarne il colore fiammante. Ciascuna femmina è solita visitare varie strutture prima di scegliere il maschio col quale accoppiarsi: l'accoppiamento avviene all'interno del pergolato, dopodiché i due partner si separano.
Dopo la copula, il maschio ritorna al suo posatoio fra le fronde, mentre la femmina inizia la costruzione del nido: questo, a forma di coppa, viene costruito nella vegetazione, specialmente alberi di Pandanus, generalmente sfruttando delle cavità nei rami o nei tronchi che vengono foderate con rametti e fibre vegetali. Al suo interno, viene deposto un singolo, grosso uovo di colore screziato, che la femmina cova per poco più di 20 giorni. Il pullo schiude cieco ed implume, ma viene imbeccato abbondantemente, involandosi verso le tre settimane di vita ma continuando a seguire la madre ancora a lungo (raggiungendo con lei lo stormo invernale e aggregandosi ad esso assieme agli altri giovani al termine della stagione riproduttiva) prima di affrancarsene e divenire indipendente.

## Distribuzione e habitat
L'uccello giardiniere di MacGregor è endemico della Nuova Guinea, della quale popola la Cordigliera centrale dai monti Maoke ai monti Owen Stanley, oltre alle parti montuose della penisola di Huon.
La specie è generalmente residente nel suo areale di residenza: le femmine e i giovani, tuttavia, possono effettuare spostamenti stagionali altituidinali, tendendo a scendere più a valle per sfuggire ai rigori dell'inverno.
L'habitat di questi uccelli è rappresentato dalla foresta pluviale tropicale montana a prevalenza di Nothofagus, mentre è meno usuale avvistarli nella foresta nebulosa con abbondanza di licheni.

## Tassonomia
Se ne riconoscono tre sottospecie:

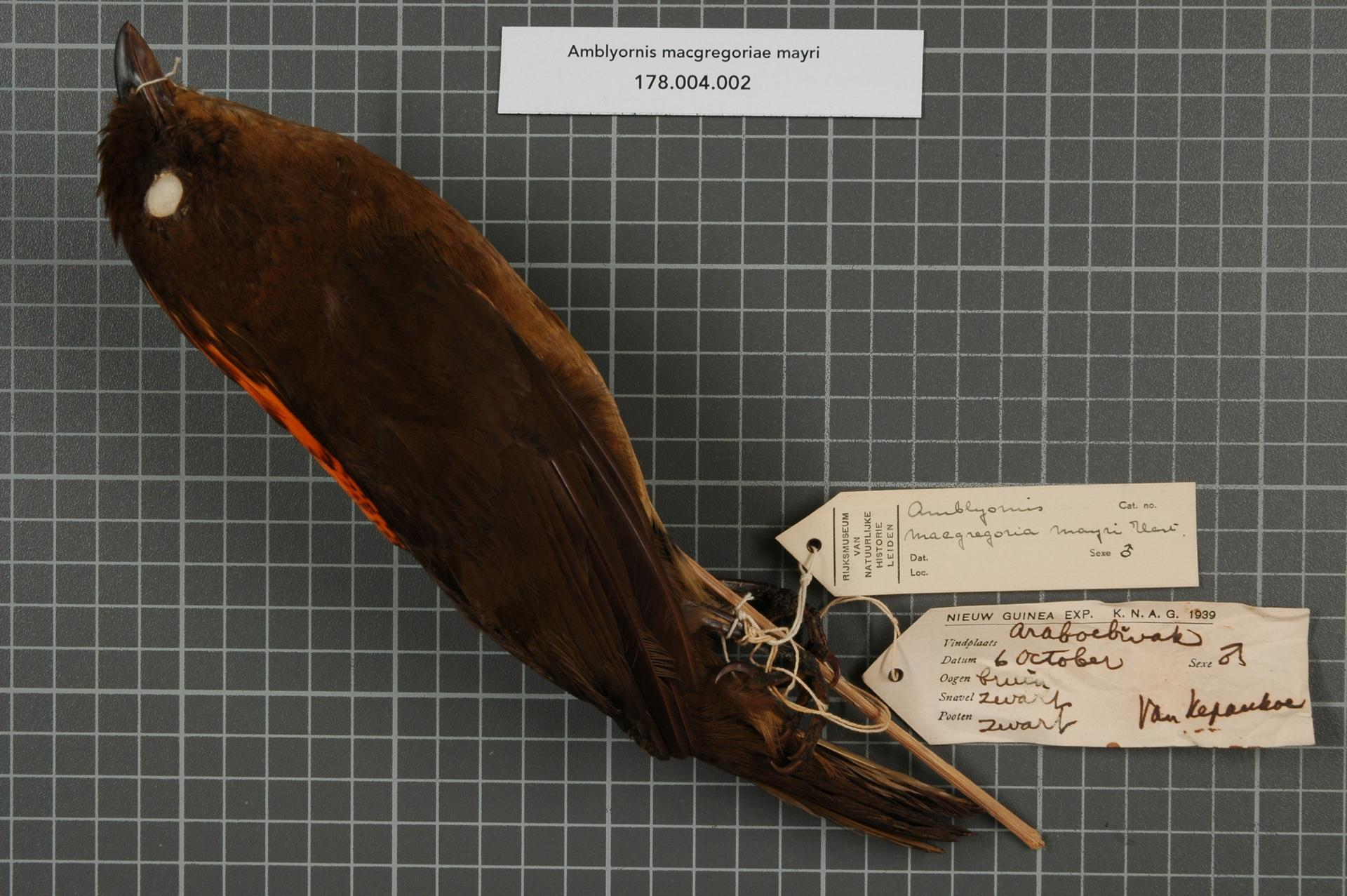
Esemplare impagliato della sottospecie mayri.

- Amblyornis macgregoriae mayri Hartert, 1930 - diffusa nella porzione occidentale dell'areale occupato dalla specie (monti Maoke);
- Amblyornis macgregoriae macgregoriae de Vis, 1890 - la sottospecie nominale, diffusa nella maggior parte dell'areale occupato dalla specie;
- Amblyornis macgregoriae germanus Rothschild, 1910 - endemica della penisola di Huon;

Alcuni autori riconoscerebbero inoltre le sottospecie kombok dei monti Bismarck, lecroyae del Bosavi, amati dei monti Adelbert e nubicola dell'estremo sud-est dell'areale della specie (tutte sinonimizzate con la nominale), mentre altri riterrebbero corretto elevare al rango di specie a sé stante la sottospecie germanus (talvolta resa come germana) in base a differenze di carattere comportamentale (conformazione delle strutture nuziali, rituale di corteggiamento) e genetico